# Фунта са штедње књижице
„Фунта са штедње књижице“ је југословенски филм из 1965. године. Режирао га је Здравко Шотра, а сценарио је писао Шон О'Кејси.

## Улоге
| Глумац           | Улога |
| ---------------- | ----- |
| Мирослав Бијелић |       |
| Вера Чукић       |       |
| Олга Ивановић    |       |
| Милан Срдоч      |       |
| Павле Вуисић     |       |